# Tetilla hydrocotylifolia
Tetilla hydrocotylifolia là một loài thực vật có hoa trong họ Melianthaceae. Loài này được DC. miêu tả khoa học đầu tiên năm 1830. Chúng là loài đặc hữu của Chile.